# Île de Mogador
Île de Mogador eller Île d’Essaouira (arabiska: جزيرة موغادور) är en ö i Marocko.   Den ligger i provinsen Essaouira och regionen Marrakech-Safi, 400 km sydväst om huvudstaden Rabat. Arean är 0,48 kvadratkilometer.